# Championnat du Malawi de football 2008
Navigation
Saison précédente Saison suivante
La saison 2008 du Championnat du Malawi de football est la vingt-troisième édition de la Super League, le championnat de première division malawite. Elle se déroule sous la forme d’une poule unique avec quinze formations, qui s’affrontent à deux reprises. En fin de saison, les trois derniers du classement sont relégués et remplacés par les trois meilleurs clubs de D2.
C'est le club des Silver Strikers qui remporte le championnat cette saison après avoir terminé en tête du classement final, avec huit points d'avance sur un duo composé du tenant du titre, Super ESCOM et du FC Bullets. C'est le troisième titre de champion du Malawi de l'histoire du club.

## Les clubs participants
- FC Bullets
- Moyale Barracks FC
- CIVO United
- Silver Strikers
- Red Lions Zomba
- ADMARC Tigers
- MTL Wanderers
- Blue Eagles FC
- Pakeeza FC - Promu de D2
- Blackpool FC - Promu de D2
- Super ESCOM
- Michiru Castles
- Eagle Strikers
- Eagle Beaks FC
- Ekwendeni Medicals FC - Promu de D2

## Compétition

### Classement
| Rang | Équipe                 | Pts | J  | G  | N  | P  | Bp | Bc | Diff |
| ---- | ---------------------- | --- | -- | -- | -- | -- | -- | -- | ---- |
| 1    | Silver StrikersC       | 58  | 28 | 17 | 7  | 4  | 50 | 23 | +27  |
| 2    | FC Bullets             | 50  | 28 | 14 | 8  | 6  | 48 | 24 | +24  |
| 3    | Super ESCOMT           | 50  | 28 | 14 | 8  | 6  | 46 | 22 | +24  |
| 4    | Moyale Barracks FCC    | 47  | 28 | 14 | 5  | 9  | 32 | 37 | -5   |
| 5    | MTL Wanderers          | 46  | 28 | 12 | 10 | 6  | 41 | 24 | +17  |
| 6    | CIVO United            | 46  | 28 | 13 | 7  | 8  | 31 | 23 | +8   |
| 7    | Eagle Strikers         | 45  | 28 | 13 | 6  | 9  | 28 | 26 | +2   |
| 8    | Red Lions Zomba        | 42  | 28 | 10 | 12 | 6  | 32 | 24 | +8   |
| 9    | Eagle Beaks FC         | 40  | 28 | 12 | 4  | 12 | 29 | 37 | -8   |
| 10   | ADMARC Tigers          | 33  | 28 | 9  | 6  | 13 | 29 | 31 | -2   |
| 11   | Blue Eagles FC         | 30  | 28 | 7  | 9  | 12 | 20 | 32 | -12  |
| 12   | Blackpool FCP          | 28  | 28 | 7  | 7  | 14 | 34 | 42 | -8   |
| 13   | Pakeeza FCP            | 23  | 28 | 4  | 11 | 13 | 35 | 50 | -15  |
| 14   | Michiru Castles        | 18  | 28 | 3  | 9  | 16 | 22 | 56 | -34  |
| 15   | Ekwendeni Medicals FCP | 15  | 28 | 2  | 9  | 17 | 24 | 60 | -36  |

|  | Champion du Malawi 2008                                                                |
|  | Relégation directe en deuxième division                                                |
|  | T : Tenant du titre C : Vainqueur de la Coupe du Malawi P : Promu de deuxième division |

## Bilan de la saison
| Championnat du Malawi de football 2008 |                            |
| Champion                               | Silver Strikers (3e titre) |
| Coupes et trophées                     |                            |
| Vainqueur de la Coupe du Malawi 2008   | Moyale Barracks FC         |
| Qualifications continentales           |                            |
| Ligue des champions de la CAF 2009     | Aucun                      |
| Coupe de la confédération 2009         | Aucun                      |
| Promotions et relégations              |                            |
| Promus en Super League                 | Dwanga United              |
| Promus en Super League                 | Zomba United               |
| Promus en Super League                 | Nkhata Bay United          |
| Relégués en National League            | Pakeeza FC                 |
| Relégués en National League            | Michiru Castles            |
| Relégués en National League            | Ekwendeni Medicals FC      |